# 시티 모규
시티 모규(City Morgue)는 질라카미 (주니어스 로저스), 소스뮬라 (비니시우스 소사), 스락스 (부압달라 사미 네하리)로 구성된 뉴욕 출신의 힙합 트리오이다.

## 역사
2017년 시티 카미(Zilla Kami)로 알려진 주니우스 로저스는 뉴욕의 언더그라운드 힙합씬에서 6ix9ine과 광범위하게 작업했으며, 6ix9ine의 초기 노래 중 많은 곡을 대필했다고 한다. 그의 또 다른 협력자는 음악 레이블 히카리 울트라(Hikari-Ultra)의 CEO인 프로이트 P로 알려진 그의 이복형 피터 로저스였다. 이 형제는 식스나인이 그룹으로부터 빌린 돈을 갚지 않고 악기들을 뜯어낸 것으로 알려진 후 사이가 틀어졌다. 이에 질라 카미와 다른 반대자들은 공개적으로 식스나인의 아동 성적 수행 혐의에 대한 정보를 유포했다.
질라 카미는 감옥에서 나온 첫날 전문적으로 Sos Mula로 알려진 비니시우스 소사를 만났고, 전문적으로 Thraxx로 알려진 음반 프로듀서 부압달라 사미 네하리 (Bouabdallah Sami Nehari)와 만난 후 얼마 후 곡을 만들기 시작했다. 이 3인조는 비주얼 샤이너스 13, 33번째 블랙 글래스, Sk8 헤드, 수많은 싱글, 그리고 앨범 City Alsorge Vol 1: Hell or High Water와 같은 그들의 이름으로 많은 프로젝트를 만들었다.
질라 카미는 또한 덴젤 커리의 2018년 싱글 "Vengeance"에 피쳐링되었고, 커리는 Ta13oo 투어에서 시티 시체안치소를 가졌다.2018년 11월 19일 뉴욕 브루클린에 위치한 세인트 비투스 바에서 첫 번째 헤드라인 쇼가 매진되었다.
시티 시체안치소는 2019년 7월 24일부터 2019년 8월 24일까지 수어사이드보이즈의 GREY DAY에 특집되었다. 그들은 모든 쇼에서 마이너스를 받았다. 2019년 12월 13일, 시티 칼리지에서는 두 번째 앨범 시티 칼리지 Vol. 2: As Good as Dead 를 발매했다. 같은 날 GRAVEDGR은 시티 시체안치소를 워도그즈의 트랙에 포함시켰다.
2020년 7월 23일, 시티 시체안치소는 2020년 7월 31일 발매된 그들의 독성 부갈루 믹스테이프의 리드 싱글로 활동한 "Hurtworld '99"의 비디오를 공개했다. 그들은 또한 2020년 8월 5일과 8월 12일에 각각 더 일렉트릭 익스피리언스와 야쿠자의 비디오를 출시했다.
2021년 10월 15일, 시티 칼리지에서는 세 번째 음반 시티 칼리지 Vol 3: Bottom of the Barrel을 발매했다.

## 음악 스타일
그 2인조의 음악은 다음과 같이 분류되었다. 펑크 랩, 트랩 메탈, 하드코어 랩, 누 메탈, 랩 메탈, 랩 록, 그리고 얼터너티브 힙합이 있다. 종종 극단적인 금속과 충격 암석의 원소를 포함한다. 인터뷰에서, 그들은 그들의 음악이 "뉴 메탈에 대한 현대적 관점일 뿐이다. 더 많은 808과 높은 모자로 더 함정입니다."라고 말했다. Kerrang! 작가 Gary Suarez는 그들의 "굴절하지 않고 적대적인 함정과 금속의 혼합... "놀라운 정도로 박애주의, 허무주의로 치닫고 있다." 리볼버지의 기사에서, 그들의 음악은 "지긋지긋한 신스, 불안정한 베이스, 그리고 당황스러운 바들로 가득 차 있다"고 묘사되었다.케랑의 캣 존스는 그들의 음악에 대해 "질라 카미의 거친 보컬은 메탈 샘플보다 SosMula의 높은 레지스터에 의해 간헐적으로 나타나며 동시에 무시무시함과 매혹을 느끼게 한다"고 설명했다. 스테레오검의 톰 브레이헌은 그들의 음악은 "젊은 사운드클라우드 랩씬의 모든 얼굴 문신을 한 -한 성향을 가지고 있으며, 그들은 마약과 살인에 대한 비명을 지르며 미친듯이 그것을 날려버린다"고 말했다. 리스펙트 잡지는 그들이 "고딕 후드 이야기를 돌리며, 시대를 초월한 이스트 코스트 힙합으로 돌아가지만 그들의 특유의 어두운 메탈릭한 가장자리로 인해 더욱 날카로워졌다"고 말했다.
시티 포어런스는 주로 펑크 록, 하드코어 펑크, 누 메탈, 하드코어 힙합에 영향을 받았다. 그들은 베어무스 (Behemoth), 슬립노트 (Slipknot), 그리고 타이틀 파이트, DMX, 라디오헤드, 오닉스, 에미넴과 타일러 더 크레이터 등과 작업을 했다.

## 디스코그래피

### 스튜디오 앨범
2020년 5월 15일, 앨범 《City Aloshen Vol 2: As Good as Dead》는 4곡의 추가 곡과 함께 디럭스 발매를 했다.
| 제목                                    | 발매일           |
| --------------------------------------- | ---------------- |
| City Morgue Vol 1: Hell or High Water   | 2018년 10월 12일 |
| City Morgue Vol 2: As Good as Dead      | 2019년 12월 13일 |
| City Morgue Vol 3: Bottom of the Barrel | 2021년 10월 15일 |

### 믹스테잎
| 제목           | 발매일          |
| -------------- | --------------- |
| Toxic Boogaloo | 2020년 7월 31일 |

### EPs
| 제목                                               | 발매일          |
| -------------------------------------------------- | --------------- |
| Be Patient.                                        | August 19, 2018 |
| $moke Under The Water (Keith Ape with City Morgue) | March 11, 2022  |

### 싱글
| 제목                                                 | 발매일          | 앨범                                    |
| ---------------------------------------------------- | --------------- | --------------------------------------- |
| 66Slavs                                              | 2019년 6월 7일  | Non Album Single                        |
| Bulletproof Shower Cap (Pouya featuring City Morgue) | 2019년 6월 28일 | The South Got Something to Say          |
| Dawg                                                 | 2019년 7월 18일 | Non Album Single                        |
| The Balloons                                         | 2019년 12월 6일 | City Morgue Vol 2: As Good as Dead      |
| What's my Name                                       | 2021년 10월 1일 | City Morgue Vol 3: Bottom of the Barrel |

### 비앨범 노래
| 제목                      | 발매일          |
| ------------------------- | --------------- |
| Go (featuring Ballabonds) | 2017년 2월 6일  |
| Babbage Patch Kids        | 2017년 2월 13일 |
| Yukk Mouth                | 2017년 2월 21일 |
| Wardog Anthem             | 2017년 2월 28일 |
| Kids Kuisine              | 2017년 3월 8일  |
| Jet Grind Radio           | 2017년 3월 13일 |
| Shrimp                    | 2017년 3월 20일 |
| Hockey Pukk               | 2017년 3월 27일 |
| Bukkake                   | 2017년 4월 3일  |
| SkateWitch                | 2017년 4월 18일 |
| Bhum Bukket               | 2017년 5월 16일 |
| Fukk Dat                  | 2017년 11월 6일 |
| Drop Dead                 | 2017년 12월 4일 |
| Gang Green                | 2018년 6월 11일 |